# Mercedes Cup 2004
Il Mercedes Cup 2004 è stato un torneo di tennis giocato sulla terra rossa. È stata la 27ª edizione del Mercedes Cup, che fa parte della categoria International Series Gold nell'ambito dell'ATP Tour 2004. Si è giocato a Stoccarda in Germania, dal 12 al 18 luglio 2004.

## Campioni

### Singolare
Guillermo Cañas ha battuto in finale  Gastón Gaudio con il punteggio di 5–7, 6–2, 6–0, 1–6, 6–3

### Doppio
Jiří Novák /  Radek Štěpánek hanno battuto in finale  Simon Aspelin /  Todd Perry con il punteggio di 6–2, 6–4